# Мирандола
Мирандола (итал. Mirandola) је насеље у Италији у округу Модена, региону Емилија-Ромања.
Према процени из 2011. у насељу је живело 17380 становника. Насеље се налази на надморској висини од 20 м.

## Становништво
Према резултатима пописа становништва 2011. у општини је живело 23.960 становника.
| 1931.  | 1936.  | 1951.  | 1961.  | 1971.  | 1981.  | 1991.  | 2001.  | 2011.  |
| ------ | ------ | ------ | ------ | ------ | ------ | ------ | ------ | ------ |
| 21.085 | 22.472 | 24.325 | 22.528 | 21.614 | 22.011 | 21.588 | 22.068 | 23.960 |

## Партнерски градови
- Остфилдерн
- Вилжиф